# Hubert von Luschka

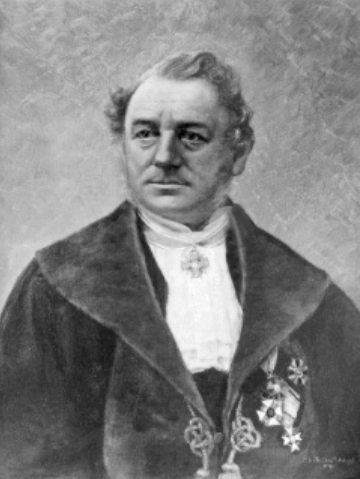
Hubert von Luschka, 1896

Hubert von Luschka, geboren Hubert Luschka (Konstanz, 27 juli 1820 - Tübingen, 1 maart 1875), was een Duits anatoom. Hij leende zijn naam aan verschillende structuren, waaronder bijvoorbeeld het foramen van Luschka.
Hij begon een studie medicijnen, oorspronkelijk farmacologie, in 1841 aan de universiteit van Freiburg en de universiteit van Heidelberg. In 1845 werd hij assistent van Louis Stromeyer te Freiburg, waarna hij in 1849 overstapte naar de universiteit van Tübingen, alwaar hij spreker en buitengewoon hoogleraar was totdat hij in 1855 aangesteld werd als gewoon hoogleraar in de anatomie. In 1865 verkreeg hij een adellijke titel en begon von te gebruiken in zijn naam.
Zijn werk concentreerde zich op de vraag voor een praktische link tussen anatomie en respectievelijk medicijnen en chirurgie. Anatomie des Menschen in Rücksicht auf das Bedürfnis der praktischen Heilkunde (1862–69; Menselijk anatomie met consideratie voor de noodzaak voor praktische heelkunde) richtte zich bijvoorbeeld op het verschaffen van een dergelijke link. Verder promootte hij het gebruik van anatomische informatie bij chirurgische ingrepen en was een van de eersten die onderzoek verrichtte op lichamen van mensen die niet door ziekten of andere aandoeningen waren overleden. Hij publiceerde een serie gedetailleerde boeken over specifieke aspecten van de anatomie, zoals de zenuwen van de handen en de bloedvaten van de hersenen. 

## Werken
- Die Nerven in der harten Stirnhaut (1850)
- Die Struktur der serösen Häute des Menschen (1851)
- Der nervus phrenicus des Menschen (1853)
- Die Adergeflechte des menschlichen Gehirns (1855)
- Die Brustorgane des Menschen in ihrer Lage (1857)
- Die Halbgelenke des menschlichen Körpers (1858)
- Die Halsrippen und die ossa suprasternalia (1859)
- Der Herzbeutel und die Fascia endothoracica (1859)
- Der Hirnanhang und die Steißdrüse des Menschen (1860)
- Anatomie des Menschen in Rücksicht auf das Bedürfnis der praktischen Heilkunde (1862–69)
- Der Schlundkopf des Menschen (1868)
- Über Maß- und Zahlenverhältnisse des menschlichen Körpers (1871)
- Der Kehlkopf des Menschen (1871)
- Die Lage der Bauchorgane (1873)